# Friedrich August von Finck
Friedrich August von Finck, född 25 november 1718, död 22 februari 1766 i Köpenhamn, var en preussisk militär.
von Finck kom 1743 i preussisk tjänst, och blev 1759 generallöjtnant. Vid ett försök att vid Maxen avskära österrikarna deras återtågslinje från Sachsen till Böhmen blev han besegrad och tillfångatagen. På grund av detta misslyckande dömdes han efter fredsslutet till frihetsstraff och avsked. År 1764 gick von Finck i dansk tjänst.